# Hofheim (Baviera)
Hofheim (pronunciación en alemán: /ˈhoːfˌhaɪ̯m/ⓘ) es una ciudad situada en el distrito de Haßberge, en el estado federado de Baviera (Alemania), con una población a finales de 2016 de unos 5090 habitantes.
Se encuentra ubicada al noroeste del estado, en la región de Baja Franconia, a poca distancia de la frontera con el estado de Turingia.